# Матиас I фон дер Шуленбург
Матиас I фон дер Шуленбург (на немски: Matthias I von der Schulenburg; * пр. 1410 или 1424; † 5 февруари/3 ноември 1477) е граф от род „фон дер Шуленбург“ от клон „Бялата линия“.

## Произход
Той е най-малкият син на рицар Фриц I фон дер Шуленбург († сл. 1415) и съпругата му Хиполита фон Ягов.
През 14 век синовете на Вернер II фон дер Шуленбург разделят фамилията в Алтмарк на две линии, рицар Дитрих II (1304 – 1340) основава „Черната линия“, по-малкият му брат рицар Бернхард I († сл. 1340) „Бялата линия“. Днес родът е от 22. генерация.

## Фамилия
Матиас I фон дер Шуленбург се жени за Анна фон Алвенслебен, дъщеря на Лудолф III фон Алвенслебен († сл. 1437) и Ермгард фон Хонлаге (* ок. 1396). Те имат 12 деца:
- Бернхард XI фон дер Шуленбург (* 1470; † 1500, Верона), граф, женен I. ок. 1470 г. за Аделхайд фон Бюлов, дъщеря на Вернер фон Бюлов († пр. 1478) и Аделхайд фон Рор, II. за фон Бисмарк
- Бусо III фон дер Шуленбург († сл. 1508), граф, женен I. за Елизабет фон Алвенслебен, II. пр. 1502 г. за София фон Плесе, III. пр. 1508 г. за Геса († сл. 1508)
- Ханс V († 1525/сл. 1505), женен за фон дер Тане
- Лудолф († сл. 1473)
- Фридрих († сл. 1484)
- Гхефека (* пр. 1496; † сл. 1499)
- Илза
- Маргарета, омъжена за Хайнрих фон Крам († 1463) или за Дитрих фон Рохов († 1469)
- София (* ок. 1458), омъжена I. за Ханс фон Ещорф, II. за Хайнрих фон Велтхайм-Хорнебург († сл. 1490) или за Дитрих фон Рохов († 1469)
- Анна (* пр. 1475; † сл. 1489)
- Армгард
- Рикса, омъжена I. за Ханс фон Бюлов, II. за Дитрих фон Квитцов